# Bernhard Foelkel
Bernhard Foelkel (* 26. März 1953 in Köln) ist ein ehemaliger deutscher Ruderer.

## Biografie
Bernhard Foelkel gewann mit dem Achter des Kölner Rudervereins von 1877 Bronze bei den Deutschen Meisterschaften 1973. Es folgten zwei weitere Silbermedaillen (Achter und Vierer ohne Steuermann) bei den Deutschen Meisterschaften 1976. Zur Crew im Vierer ohne Steuermann gehörten neben Foelkel, Wolfgang Horak, Gabriel Konertz und Klaus Meyer. In dieser Besetzung ging die Bundesrepublik Deutschland auch bei den Olympischen Sommerspielen 1976 in Montreal in der Regatta mit dem Vierer ohne Steuermann an den Start. Im Finale wurde Meyer krankheitsbedingt durch Klaus Roloff ersetzt. Das Boot belegte den sechsten Platz.